# Isidore Mankofsky
Isidore Mankofsky, född 22 september 1931 i New York, död 11 mars 2021, var en amerikansk filmfotograf. Han filmade bland annat filmversionen av Mupparna (1979) samt framställde även ett flertal filmer för Encyclopædia Britannica. Han var tidigare militär i U.S. Air Force. För sitt filmarbete har han belönats med en utmärkelse från American Society of Cinematographers.